# Kabinett Sant
Das maltesische Kabinett Sant wurde am 28. Oktober 1996 von Premierminister Alfred Sant von der Partit Laburista (PL) gebildet. Es löste das vierte Kabinett Mintoff ab und bestand bis zum 6. September 1998 im Amt.

## Geschichte
Bei den am 26. Oktober 1996 durchgeführten Neuwahlen zum Repräsentantenhaus erlitt die bislang regierende Partit Nazzjonalista (PN) von Premierminister Edward „Eddie“ Fenech Adami eine Niederlage. Die Partit Laburista unter ihrem neuen Vorsitzenden Alfred Sant kam auf 132.497 Stimmen (50,7 Prozent) und konnte in dem wieder auf 69 Sitze vergrößerten Repräsentantenhaus 35 Abgeordnete stellen. Die PN wiederum erzielte 124.864 Wählerstimmen (47,8 Prozent) auf sich vereinigen und bekam 34 Sitze. Daraufhin löste Alfred Sant Fenech Adami als Premierminister ab und bildete am 28. Oktober 1996 sein Kabinett.
Im Anschluss beendete Sant die europafreundliche Politik der Vorgängerregierung und zog den Antrag auf Aufnahme in die Europäische Union (EU) zurück. Bei den vorgezogenen Wahlen zum Repräsentantenhaus am 5. September 1998 konnte die bis dahin oppositionelle Partit Nazzjonalista von Fenech Adami einen Wahlsieg über die Partit Laburista (PL) von Premierminister Sant erzielen. Die PN errang 137.037 Stimmen (51,8 Prozent) und verfügte mit 35 der 65 Parlamentssitze über eine deutliche absolute Mehrheit. Die PL kam auf 124.220 Wählerstimmen (47,0 Prozent) und verlor fünf Mandate und stellte nur noch 30 Abgeordnete, da das Repräsentantenhaus wieder auf 65 Sitze verkleinert wurde. Im Anschluss bildete Fenech Adami am 6. Februar 1998 sein viertes Kabinett.

## Kabinett
Dem Kabinett gehörten folgende Minister an:
| Amt                                                   | Name                        | Partei           | Anmerkungen |
| ----------------------------------------------------- | --------------------------- | ---------------- | --- |
| Premierminister, Innenminister und Minister für Gozo  | Alfred Sant                 | Partit Laburista | |
| Außenminister und Umweltminister                      | George Vella                | Partit Laburista | |
| Minister für Bildung und nationale Kultur             | Evarist Bartolo             | Partit Laburista | |
| Minister für soziale Sicherheit                       | Edwin Grech                 | Partit Laburista | |
| Industrieminister                                     | John Attard Montalto        | Partit Laburista | seit 26. März 1997 zugleich Wirtschaftsminister                                                                    |
| Minister für öffentliche Arbeiten und Bauwesen        | Charles Buhagiar            | Partit Laburista | |
| Minister für die Gesundheit, Altenpflege und Familien | Michael Farrugia            | Partit Laburista | |
| Handelsminister                                       | Leo Brincat                 | Partit Laburista | seit 26. März 1997 zugleich Finanzminister                                                                         |
| Minister für Finanzen und Wirtschaft                  | Lino Spiteri                | Partit Laburista | Amtszeit 28. Oktober 1996 bis zum Rücktritt am 26. März 1997, danach Aufteilung des Ministeriums                   |
| Minister für Justiz und Lokalverwaltung               | Charles Mangion Gavin Gulia | Partit Laburista | Mangion: Amtszeit 28. Oktober 1996 bis zum Rücktritt am 3. März 1998 Gulia: Amtszeit 4. März bis 6. September 1998 |
| Tourismusminister                                     | Karmenu Vella               | Partit Laburista | |
| Wohnungsbauminister                                   | Alfred „Freddie“ Portelli   | Partit Laburista | |
| Minister für Landwirtschaft und Fischerei             | Noel Farrugia               | Partit Laburista | |
| Minister ohne Geschäftsbereich beim Premierminister   | Joe Mizzi                   | Partit Laburista | |

Dem Kabinett gehörten folgende Parlamentarische Sekretäre an:
| Amt                                                               | Name           | Partei           | Anmerkungen                                                      |
| ----------------------------------------------------------------- | -------------- | ---------------- | ---------------------------------------------------------------- |
| Parlamentarischer Sekretär für Selbständige                       | Gavin Gulia    | Partit Laburista | seit dem 4. Februar 1998 Minister für Justiz und Lokalverwaltung |
| Parlamentarischer Sekretär für Jugend, Sport und Künste           | Joe Cilia      | Partit Laburista |                                                                  |
| Parlamentarischer Sekretär beim Premierminister für Gozo          | Anton Refalo   | Partit Laburista |                                                                  |
| Parlamentarische Sekretärin beim Premierminister für Frauenrechte | Helena Dalli   | Partit Laburista |                                                                  |
| Parlamentarischer Sekretär für Altenpflege                        | Louis Buhagiar | Partit Laburista |                                                                  |